# Ouderkerk aan de Amstel

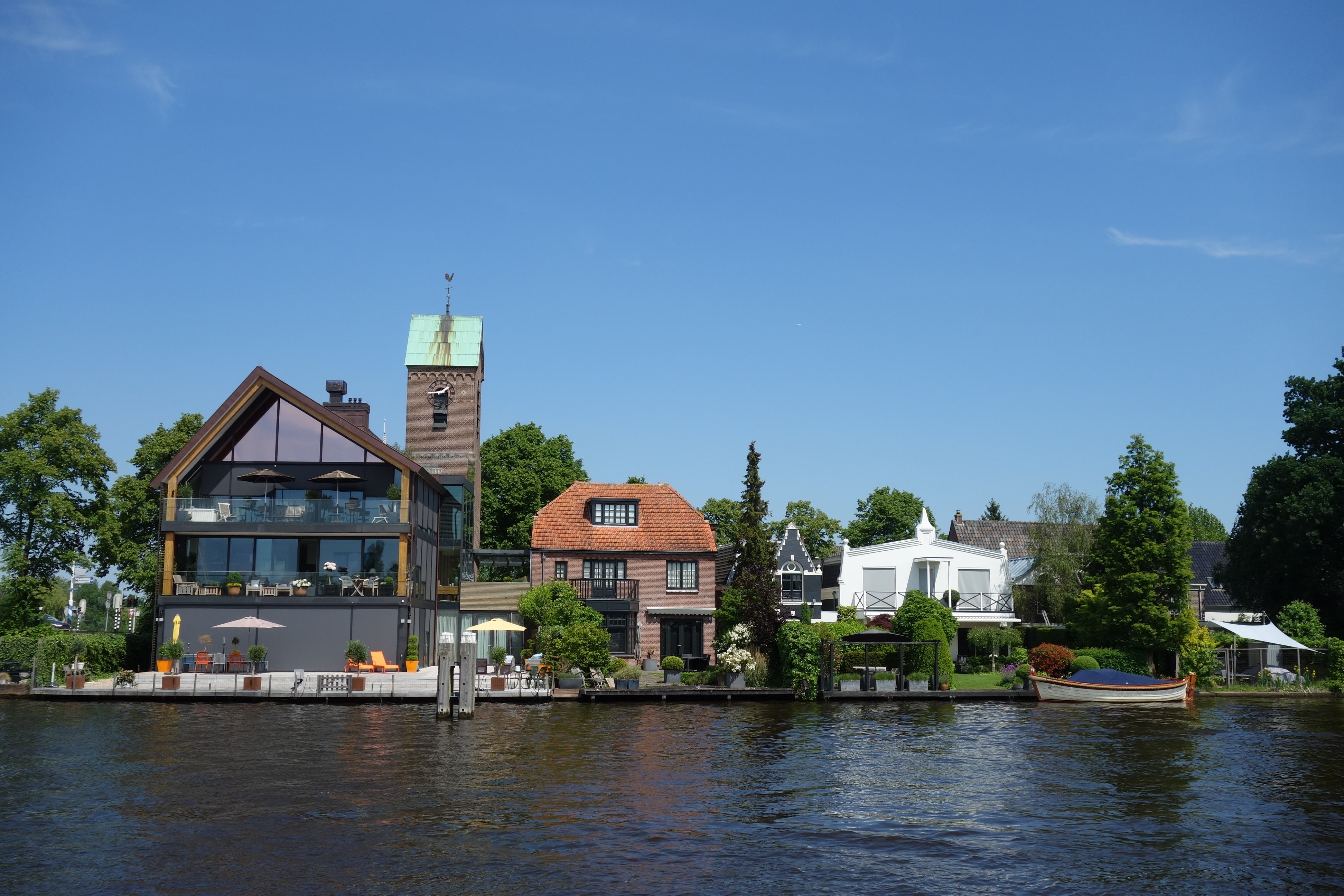
Hoger Einde-Zuid

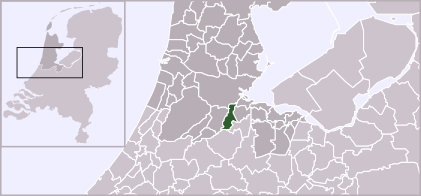
Ubicación de Ouderkerk aan de Amstel en los Países Bajos y en la provincia de Holanda Septentrional.

Ouderkerk aan de Amstel ('Ouderkerk del Amstel' o, literalmente, 'Iglesia vieja del Amstel') es una localidad situada en la provincia de Holanda Septentrional, en Países Bajos. Tiene una población estimada, en 2021, de 8185 habitantes.
Está ubicada en los municipios de Ouder-Amstel, en su mayor parte, y Amstelveen, en el punto en que el río Bullewijk desemboca en el río Amstel.
El pueblo se encuentra al sur de Ámsterdam, al este de Amstelveen y algo al norte de la frontera con la provincia de Utrecht.
Ouderkerk aan de Amstel tiene una parte nueva y otra más antigua. La parte antigua tiene un rico patrimonio, con una iglesia protestante reformada del siglo XVIII, una iglesia neogótica católica (la iglesia de San Urbano) diseñada por Pierre Cuypers, y el antiguo cementerio judío portugués Beth Haim con tumbas de grabados únicos en los Países Bajos. Está representado en el cuadro El cementerio judío de Jacob Ruysdael. Es probable que allí se encontrara el castillo de los Señores del Amstel, donde comenzó a formarse la comarca del Amstelland y, más tarde, la misma Ámsterdam, a la que Ouderkerk aan de Amstel precede en dos siglos. Los Señores del Amstel eran vasallos del obispo de Utrecht, y más tarde lo fueron de los condes de Holanda. Se rebelaron a menudo contra sus señores, pero siempre sin resultado.
En la parte vieja de la localidad hay varios restaurantes y tiendas. La parte nueva tiene una zona residencial y un muelle fluvial.
Otras posibilidades recreativas son el remo en el Botshol y la natación en el lago Ouderkerkerplas.